# Dywizja Wielkopolska
Dywizja Wielkopolska – dywizja Armii Koronnej.
Dywizja została zorganizowana w 1776 roku uchwałą sejmu delegacyjnego. Sejm określił jej dyslokację na garnizony: Poznań, Kalisz i Piotrków. Sztab rozmieszczony był w Stawiszynie. Częścią sił nakazał osłaniać granice.

## Dowództwo dywizji
Dowódcą dywizji był generał lejtnant, któremu mieli podlegać dwaj generałowie majorowie. Jeden dowodził kawalerią, drugi piechotą. Zasadę tę  wprowadzono w życie dopiero w 1789 roku. Do tej pory w etatach sztabu generalnego wymieniano po jednym generale majorze na dywizję.
Dowódcy dywizji:
- gen. lejtn. Stanisław August Goltz vel Golcz (od 1776)[5]
- gen. lejtn. Karol Malczewski (od 19 II 1785)
- gen. lejtn. Arnold Anastazy Byszewski (od 9 IV 1791)

Pomocnicy:
- gen. mjr Pirch (od 1776)
- gen. mjr Mycielski (od 1789)
- gen. mjr Tadeusz Kościuszko (od 1789)

## Struktura organizacyjna
Dywizja składała się kawalerii, piechoty i artylerii. Nie posiadała własnego sztabu, który mógłby kierować działaniami. Była bardziej związkiem terytorialnym, niż taktyczno-operacyjnym.
piechota w 1785
- 1 regiment Ożarowskiego – Kalisz
- 6 regiment Sułkowskiego – Wschowa
- 7 regiment Potockiego – Poznań
- 9 regiment Raczyńskiego – Łowicz
- 10 regiment Ordynacji Rydzyńskiej - Rydzyna

W 1790 roku w skład dywizji weszła 2 Brygada Artylerii.
m.p. jazdy w marcu 1792
- 1 Brygada Kawalerii Narodowej (1 Wielkopolska) – Gniezno
- 2 Brygada Kawalerii Narodowej (2 Wielkopolska) – Warta
- 2 Brygada Artylerii – Poznań (od 1790 roku)

Struktura dywizji A. Byszewskiego:
- 3 bataliony piechoty (po jednym z regimentów 1, 6 i 7 — razem 1830 żołnierzy), z których odesłano 1360 żołnierzy, do Gniewoszowa, Kazimierza i Puław pozostawiając w garnizonach stałych 470 ludzi; prócz tego 175 żołnierzy w garnizonie częstochowskim.